# 上新粉
上新粉（上糝粉、じょうしんこ）は、うるち米を加工した粉である。
元々の表記は「上糝粉」だが、後に現在の名前に変更された。

## 概要
精白したうるち米を洗って乾燥させた後、少量の水を加えて製粉してふるいわけしたもので、主に製菓材料として使用する。非加熱の材料であり、製品にするには加熱の過程が必要となる。
目の粗いものは新粉（糝粉、しんこ）か並新粉（並糝粉、なみしんこ）といい、目の細かいものを上新粉（上糝粉、じょうしんこ）、更に細かいものを上用粉（じょうようこ）という。
用途は以下の通り。
- 新粉　　団子・すあま等[3]
- 上新粉　団子・柏餅・ういろう等[2]
- 上用粉　薯蕷饅頭等に配合。薯蕷粉（じょうよこ）とも言う[4]。

なお、同じ製法でも餅米を加工した場合は餅粉（もちこ、もちご）となる。